# سیستا پروو
سیستا پروو (به لاتین: Cista Provo) یک منطقهٔ مسکونی در کرواسی است که در شهرستان اسپلیت-دالماسی واقع شده‌است. سیستا پروو ۲٬۳۷۷ نفر جمعیت دارد.